# Volkmar I dell'Harzgau
Volkmar I, chiamato anche Folkmar, (... – prima del 961) fu conte dell'Harzgau. Probabilmente era figlio del conte Federico II dell'Harzgau e nipote del conte Federico I dell'Harzgau. Probabilmente fu un antenato dei Wettin.

## Biografia
Non si sa molto di Volkmar I. Nel 945, insieme a suo fratello Ricberto, ricevette dal re Ottone I diritti di proprietà su precedenti proprietà reali a Wieskau e quattro località nell'area slava a Fuhne nel Gau Serimunt. Viene generalmente indicato come conte nell'Harzgau (Graf im Harzgau), ma è stata anche espressa l'opinione che suo fratello Ricberto abbia ereditato l'Harzgau e Volkmar lo Schwabengau dal padre Federico II.
Volkmar morì prima del 961.

## Famiglia e figli
Ci sono affermazioni contraddittorie sui suoi figli.
- Secondo il Lexikon des Mittelalters (volume IX) i suoi figli furono:
  - Federico III, conte nell'Harzgau;
  - Teodorico I († 982), antenato dei Wettin;
  - Frederuna ∞ Bruno, conte di Arneburg († 978), ascendente dei Querfurt (vedi Albero genealogico dei Querfurt).
- Secondo Otto Posse, Die Wettiner: Genealogie des Gesamthauses Wettin, i suoi figli furono:
  - Rikdag II, margravio di Meißen († 985);
  - Eilsuit, badessa di Gerbstedt († dopo il 985).